# François Biron
Pour les articles homonymes, voir Biron.
François Biron, né le 21 janvier 1849 à Nantes (Loire-Atlantique) et mort le 13 juillet 1926 à Cholet (Maine-et-Loire), est un sculpteur français.

## Biographie
François Marie Stanislas Biron est le fils de Pierre Auguste Biron et d'Henriette Marie Anne Leroi, mariés en 1844 à Nantes. Artiste dans l'âme, dès l'âge de douze ans il fait part à son père de sa volonté de devenir peintre. Ses parents ne trouvent aucun artiste peintre à Nantes qui veuille prendre un apprenti. C’est ainsi, par défaut, que le sculpteur Boismin le prend en apprentissage. Ce n'est probablement pas à cet homme qu'il doit le plus son talent à venir mais plutôt aux conseils du frère de son maître, directeur de la bibliothèque de Nantes. Il suit dès lors les cours de Jérôme Jean Potel, professeur de dessin à Nantes.
La mort de son père, survenue en 1865, l'empêche financièrement de poursuivre ses études à Paris. Une fois son apprentissage terminé, il entre au service du collectionneur d'art Thomas Dobrée dont l'hôtel particulier est devenu le musée départemental Thomas-Dobrée.
Mobilisé durant la guerre franco-allemande de 1870 dans l'armée de Chanzy, il se fait remarquer par son courage au combat et est nommé caporal.
Le 12 mai 1873 à la Verrie, il épouse Marie Jacqueline Godet, déjà mère d'un fils (Henri). Une fille née du couple Biron-Godet meurt à l'âge de 6 ans.
D'abord conservateur du musée de peinture, il poursuit comme premier conservateur du musée de Cholet, rue du Verger, dont l'inauguration a lieu le 8 août 1897.
François Biron, après avoir exercé son art dans son atelier au n° 61 de l'avenue Gambetta, meurt le 13 juillet 1926 à Cholet où il a vécu et fait toute sa carrière.

## Carrière
En 1874, François Biron s'établit à Cholet. Au service de l'architecte Alfred Tessier, de Beaupréau, il contribue aux décorations de nombreuses églises néo-gothiques des Mauges — comme celles d'Yzernay, Mazières, Maulévrier, la chapelle Saint-Louis de Cholet, Landemont, Le Puiset-Doré, Rochefort-sur-Loire, La Chaussaire, Somloire, l'abbaye Notre-Dame de Bellefontaine et celle des Gardes — mais aussi en Vendée (Chambretaud, Le Boupère, Saint-Laurent-sur-Sèvre), de même qu'en Deux-Sèvres (Le Puy-Saint-Bonnet, Cerizay). Il participe aussi à la décoration statuaire de la basilique Notre-Dame de La Chapelle-Montligeon dans l'Orne. Son atelier y a assemblé les 930 pièces de marbre blanc de Carrare, issues de 32 tonnes de marbre brut, en quatre blocs. Après une collaboration avec M. Roisin, l'artiste poursuit son œuvre en toute liberté.
En 1894, il est immobilisé durant un an après une chute de quinze mètres à Bouvron.
Pendant plus de soixante ans, il va sculpter, modeler et peindre de nombreuses œuvres. Il laisse derrière lui, une statuaire religieuse importante, empreinte de sa forte personnalité.
En 1914, il signe un contrat de louage avec Fernand Dupré. En 1922, François Biron et Henri, le fils de son épouse, reconnaissants et sans successeurs, rédigent un testament en faveur de François Dupré.

## Œuvres
- Cholet :  

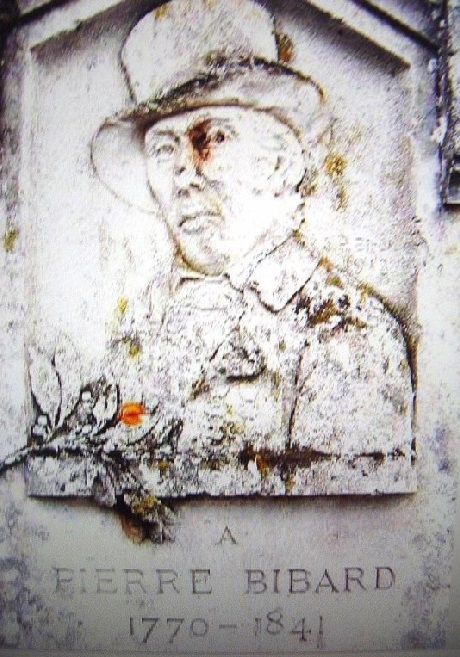
Pierre Bibard, bas-relief, cimetière de La Tessoualle.

  - ancien théâtre municipal, place Travot, statues et fresques intérieures[7],[8] ;
  - église Notre-Dame ; 
    - Vierge, statue située devant l'entrée principale[6], copie d'une statue du XIIIe siècle d'après les fragments découverts à l'abbaye Notre-Dame de Bellefontaine ;
    - Christ ressuscité, statue monumentale du monument au morts de 1914-1918, dans le transept sud ;

  - musée d'Art et d'Histoire :
    - Buste de Léon Pissot, médecin, créateur du 1er musée de Cholet,
    - Buste d'Auguste Billaud (1870-1949)[N 1] ;
    - Buste du cardinal Luçon ;
    - Jacques Cathelineau, statue, modèle en plâtre ;
    - Alexandre Dumas, médaillon en plâtre (1886)[N 2] ;
    - Pierre-Augustin Caron de Beaumarchais, médaillon en plâtre (1880)[N 2] ;
    - Alfred de Musset, médaillon en plâtre (1886)[N 2] ;
- à La Chapelle-Montligeon, basilique Notre-Dame, bas-reliefs et maître-autel ;
- au cimetière de La Tessoualle, Pierre Bibard (1770-1841)[N 3], bas-relief, inauguré le 19 octobre 1913 ;
- au Pin-en-Mauges, en l'église Saint-Pavin : Mausolée à Jacques Cathelineau, primé à un concours en 1896[N 4].

Œuvres de François Biron au musée d'Art et d'Histoire de Cholet
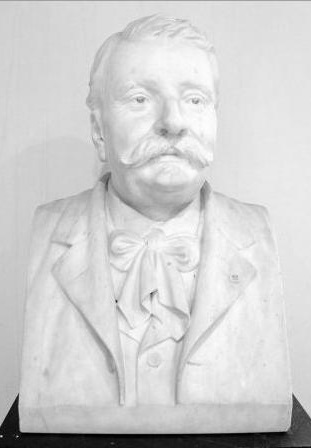
Buste de Léon Pissot.
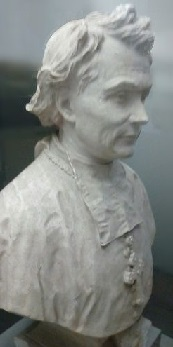
Buste du cardinal Luçon.
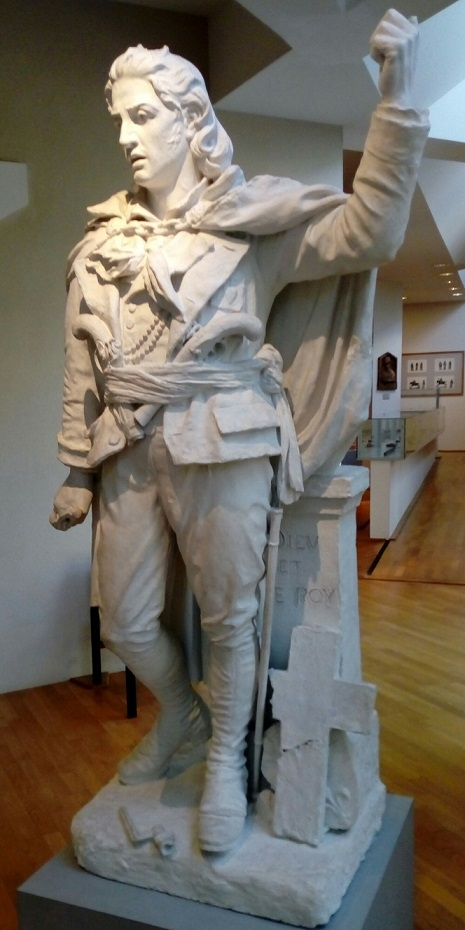
Jacques Cathelineau (plâtre).
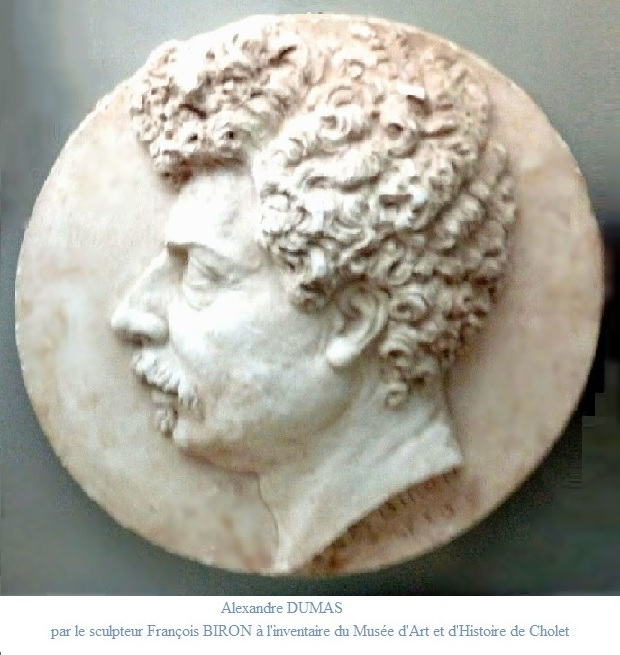
Alexandre Dumas (médaillon).
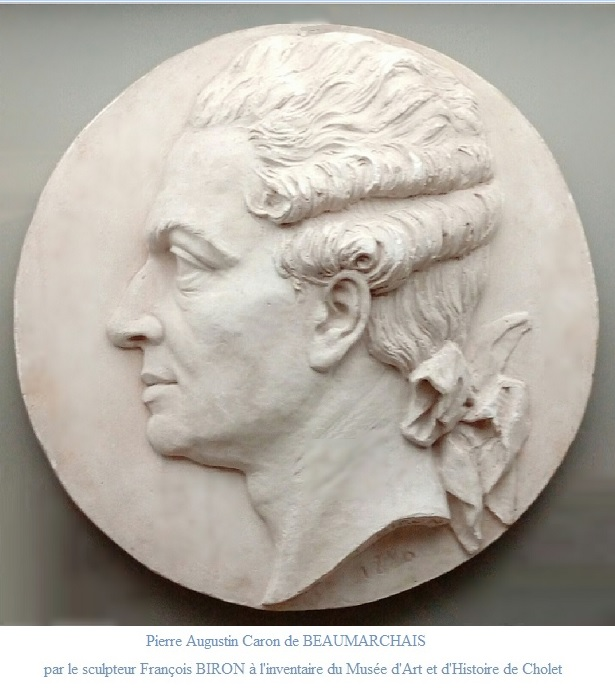
Beaumarchais (médaillon).
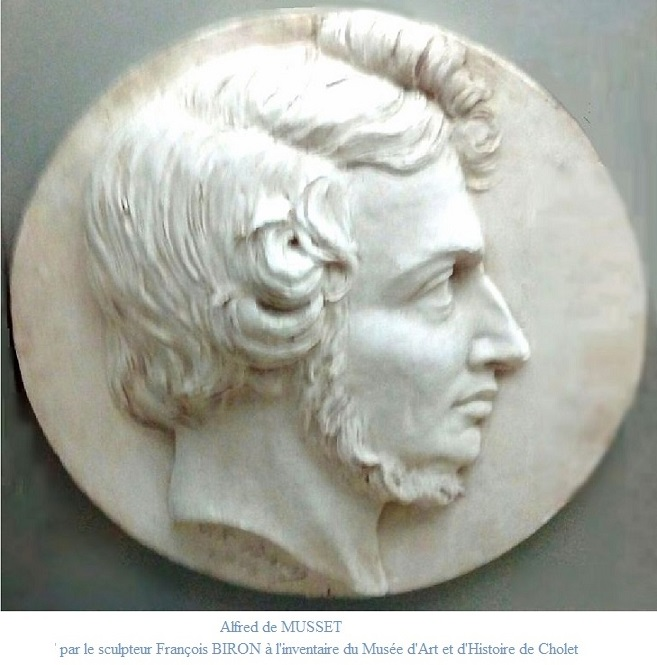
Alfred de Musset (médaillon).

## Publications
Comme conservateur du musée de peinture, de 1889 à 1899, il publie chaque année un catalogue du musée des Beaux-Arts de Cholet dans le Bulletin de la Société des sciences, lettres et beaux-arts de Cholet et de l'arrondissement,

## Hommages

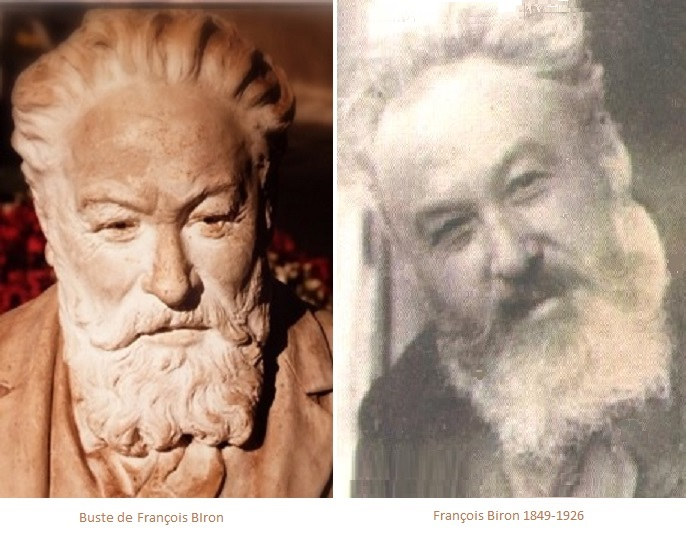
François Biron, Autoportrait ornant le tympan du portail de la basilique Notre-Dame de Montligeon (à gauche) et portrait anonyme du sculpteur (à droite).

La Ville de Cholet a donné son nom à une de ses rues, non loin du complexe sportif Glisséo.
En 1912, Auguste Billaud lui dédicace et lui offre un portrait élogieux ; il glisse en fond deux réalisations de Biron : la statue de Cathelineau à l'église de Saint-Pavin du Pin-en-Mauges et un bas-relief religieux issu d'une église de la région.
En 1932, suivant l'architecte choletais Maurice Laurentin : « Si l'on veut décrire le monument le plus représentatif de son activité, on s'arrête nécessairement au sanctuaire de Notre-Dame-de-Montligeon […] Dès l'abord, on remarque les sculptures de l'artiste choletais […] Ce sont les dernières œuvres de Biron et peut-être les meilleures. On admire sainte Lydwine, saint Bède, saint Nicolas de Tolentino, sainte Catherine de Sienne. Au tympan du portail, Biron a représenté, dans un large bas-relief de belle vue, le Christ qui accueille ses élus. Sans copier les célèbres bas-reliefs des époques romano-gothiques, il remplit l'ogive de mouvements contrariés et de masses parfaitement équilibrées. Les Bienheureux, en longue théories, se pressent vers les bras fraternels du Sauveur. Le peuple chrétien les reconnaît et les nomme : Noé, Abraham, David, les apôtres, les martyrs, les évêques, les bons rois. Le dernier de ce cortège des saints s'avance confiant et ravi : Stanislas-François Biron, parfaitement ressemblant, sculpté par lui-même ».
Le 26 décembre 2016, une émission sur Radio chrétienne francophone (RCF), présentée par Guy Massin-Legoff, lui est dédiée. Mickaël Leclerc, comme Guy Massin-Legoff, citent les notes d'Alfred Tessier, architecte choletais : « Comme David d'Angers, Stanislas François Biron, sans en avoir à ce jour la notoriété, reste l'un des artistes sculpteurs majeurs en Anjou. Son œuvre principalement religieuse est encore visible dans une cinquantaine de communes ».
Son buste sculpté par l'atelier Biron « d'une ressemblance époustouflante », selon l'architecte choletais Maurice Laurentin, orne le tympan du portail de la basilique Notre-Dame de Montligeon.
Du 14 décembre 2019 au 2 février 2020, une exposition temporaire Biron - Dupré, au musée d'Art et d'Histoire de Cholet, rend hommage à ces deux sculpteurs choletais (maître et élève).